# Georg Reinke
Georg Reinke (* 29. April 1907 in Stettin; † 26. Oktober 1965 in Südtirol) war ein deutscher Politiker (SPD).
Georg Reinke trat 1928 der SPD bei und wurde Oberingenieur in einer Industrie-Baufirma. Von 1949 bis 1950 war er Vorsitzender der SPD im Bezirk Spandau. Bei der Berliner Wahl 1950 wurde er in die Bezirksverordnetenversammlung (BVV) in Spandau gewählt. Da Klaus Bodin zum Bezirksbürgermeister von Spandau gewählt wurde, rückte Reinke im Februar 1965 in das Abgeordnetenhaus von Berlin nach. Doch acht Monate später starb er, sein Nachrücker im Parlament wurde daraufhin Adolf Baschista. 